# Кнопка відкритого доступу

Логотип кнопки відкритого доступу

Кнопка відкритого доступу  — застосунок до браузера, який дає можливість отримати інформацію та знайти альтернативні шляхи доступу до наукової інформації за плату (статті, монографії). При перегляді сторінки з описом потрібної статті користувач натискає кнопку і вона запускає пошук. Якщо статтю не було знайдено у відкритому доступі, користувачу пропонується процедура пошуку матеріалу, що, зокрема, передбачає сповіщення автора про потребу в отриманні його статті іншим дослідником.
Першу версію проекту заснованого Джозефом Макартуром та Девідом Керроллом, було запущено в жовтні 2013 року.  
Друга версія кнопки була запущена у жовтні 2014 року.
У лютому 2015 року розробники кнопки отримали нагороду за інновацію від Коаліції наукових видань та академічних ресурсів.